# Agüero (Huesca)
Agüero ist ein Ort und eine Gemeinde (municipio) mit 140 Einwohnern (Stand: 2024) im Nordwesten der Provinz Huesca in der Autonomen Region Aragonien im Nordosten Spaniens.

## Lage und Klima
Der in einem Seitental des Río Gallego gelegene Ort liegt in einer Höhe von 695 m zu Füßen der Mallos de Agüero, die typische Felstürme aus Konglomerat am Südrand der Pyrenäen sind. Agüero ist circa 45 Kilometer in nordwestlicher Richtung von der Provinzhauptstadt Huesca entfernt. Das Klima ist gemäßigt bis warm; der eher spärliche Regen (ca. 645 mm/Jahr) fällt übers Jahr verteilt.

## Bevölkerungsentwicklung
| Jahr      | 1857  | 1900  | 1950 | 2000 | 2017 |
| Einwohner | 1.176 | 1.161 | 715  | 172  | 139  |

Infolge der Mechanisierung der Landwirtschaft, der Aufgabe von bäuerlichen Kleinbetrieben und des daraus resultierenden geringeren Arbeitskräftebedarfs auf dem Land ist die Zahl der Einwohner seit Beginn des 20. Jahrhunderts deutlich zurückgegangen. Zur Gemeinde gehört auch der nahezu verlassene Weiler (pedanía) San Felices.

## Wirtschaft
Die Einwohner des Ortes waren jahrhundertelang im Wesentlichen Selbstversorger; Lebensmittelgeschäfte oder Märkte gab es nicht. Auch die wenigen Händler, Handwerker und Dienstleister versorgten sich im Wesentlichen selbst mit allem Lebensnotwendigen. Erst durch die Verbesserung der Infrastruktur in der zweiten Hälfte des 20. Jahrhunderts verbesserte sich die Situation.

## Geschichte
Keltische, römische, westgotische und selbst maurische Siedlungsspuren wurden bislang nicht entdeckt. Agüero wird im Jahr 938 erstmals erwähnt. Seit dem Jahr 1024 war Agüero als befestigter Grenzort zu den arabischen Herrschaftsgebieten von Huesca und Barbastro ein Vorposten der Reconquista. Zu Beginn des 12. Jahrhunderts regierte Berta, die Witwe von Peter I. von Aragón († 1104), von Agüero aus über das winzige Reino de los Mallos.

## Sehenswürdigkeiten

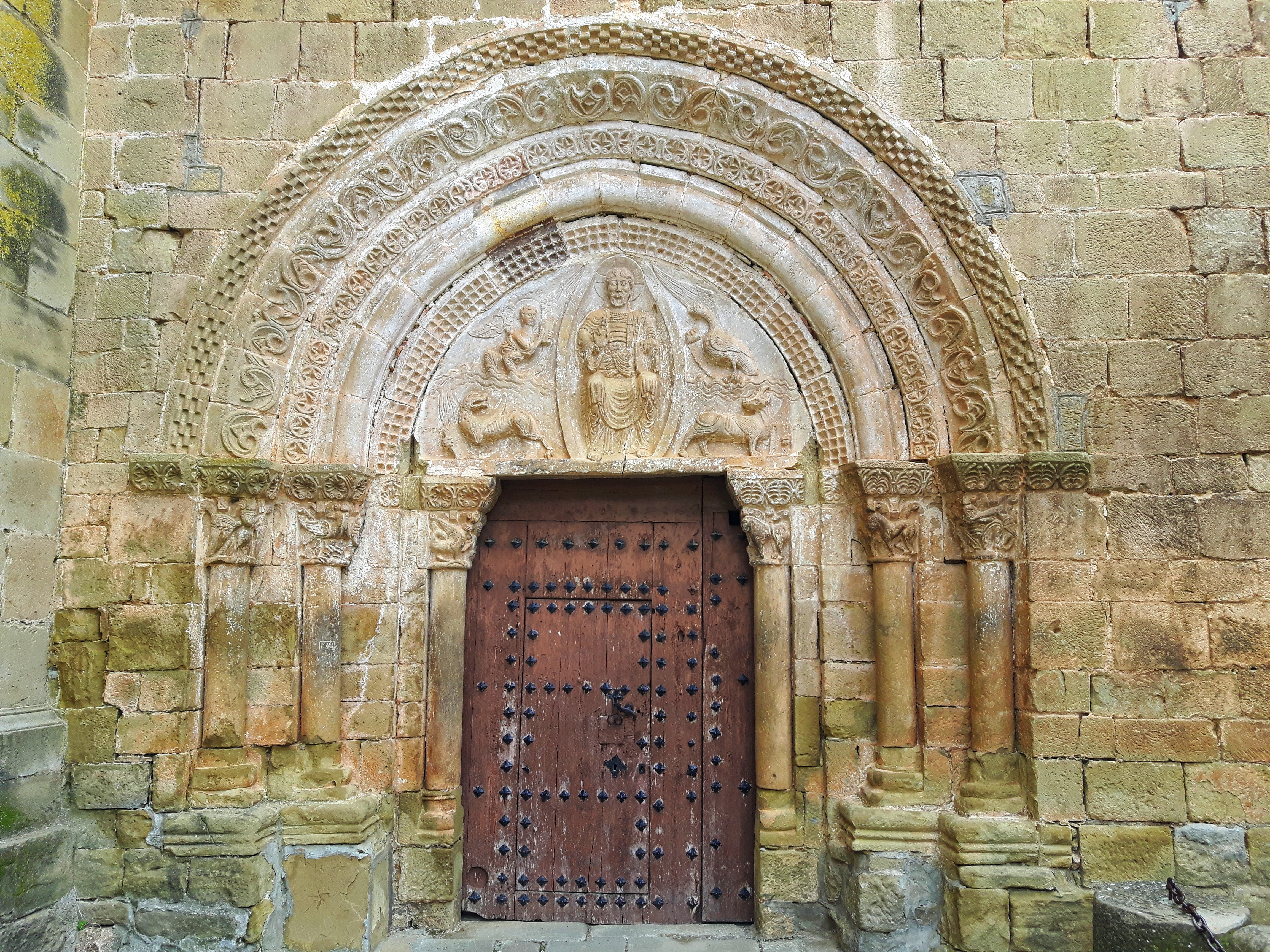
Portal der Kirche San Salvador

Siehe auch: Liste der Kulturdenkmale in Agüero (Huesca)
- Von der ehemals in den Felsen der Mallos versteckten Festung (castillo) ist kaum etwas erhalten.[6]
- Die romanisch-gotische Pfarrkirche San Salvador wurde im 12./13. Jahrhundert erbaut; der romanische Westteil mitsamt dem reich dekorierten und von Archivolten überhöhten Eingangsportal, dessen Tympanon Christus in einer Mandorla umgeben von den vier Evangelistensymbolen zeigt, ist deutlich niedriger als das schmucklose gotische Kirchenschiff. Der in einer Kuppel endende fünfgeschossige Glockenturm (campanar) dominiert den Kirchenbau und das gesamte Ortsbild. Die Apsis der Kirche birgt ein reich mit Figuren ausgestattetes, geschnitztes und vergoldetes spätbarockes Altarretabel (retablo) im Stil des Churriguerismus.[7][8][9]
- Ein Orgelmuseum befindet sich in der Casa Abadia.[10]

Umgebung
- Die dreiapsidiale romanische Kirche Santiago steht in einem Waldgebiet etwa einen Kilometer östlich des Ortes. Der gesamte Kirchenbau ist aus exakt behauenen Steinen errichtet. Das in die Tiefe gestaffelte Säulenportal befindet sich auf der Südseite und trägt reichen plastischen Schmuck im Tympanon (Anbetung der Könige) und an den Kapitellen – hier finden sich sowohl menschliche als auch tierische Szenerien.[11][12]
- In der weiteren Umgebung finden sich abstrakte prähistorische Felsmalereien, die in die Bronzezeit datiert werden.